# Rick Husband
Richard Douglas Husband, detto Rick (Amarillo, 12 luglio 1957 – Texas, 1º febbraio 2003), è stato un astronauta statunitense vittima dell'incidente dello Shuttle Columbia.

## Biografia
Husband è nato in Texas. Ha studiato presso la Crockett Junior High School e si è diplomato all'Amarillo High School nel 1975. Ha ricevuto un Bachelor of science in ingegneria meccanica dalla Texas Tech University nel 1980 ed un master, sempre in ingegneria meccanica, dall'Università statale della California a Fresno nel 1990.

### Carriera militare
Dopo il bachelor ha iniziato l'addestramento come pilota della USAF presso la Vance Air Force Base di Oklahoma. Ha completato l'addestramento nell'ottobre 1981 ed è poi passato ad addestrarsi sugli F-4 Phantom II presso la Homestead Air Force Base in Florida. Completato l'addestramento nel settembre 1982, Husband è stato assegnato alla Moody Air Force Base in Georgia. Nel dicembre 1987 è stato assegnato alla Edward Air Force Base della California dove ha frequentato la scuola piloti collaudatori della USAF. Completati gli studi, ha iniziato a collaudare gli F-4 e tutti i 5 modelli dell'F-15 Eagle.

### Carriera NASA
Husband è stato selezionato nel gruppo astronauti della NASA nel dicembre 1994 (NASA Astronaut Group 15). Nel marzo 1995 ha iniziato un anno di addestramento e valutazione. Terminato l'addestramento ha lavorato all'aggiornamento dello Shuttle ed ha studiato per il ritorno sulla Luna ed il viaggio verso Marte. Ha volato come pilota nella missione STS-96 nel 1999 e come comandante nella fatale missione STS-107 del 2003, dove perse la vita insieme al resto dell'equipaggio. Husband oggi riposa nel cimitero di Llano, ad Amarillo, Texas.